# 大野信彦
大野 信彦（おおの のぶひこ、1944年（昭和19年） - ）は、日本の政治家、元岐阜県土岐市長（1期）。

## 来歴
愛知大学法学部卒。土岐市役所に入り、助役となる。2007年の市長選挙に立候補し、元市議会議長を破り当選した。2011年の選挙でも再び立候補したが、元土岐市職員の加藤靖也に敗れた。